# アウトストラーダ一覧
アウトストラーダ一覧
この項目はイタリアの高速道路（アウトストラーダ）の路線一覧である。

## アウトストラーダ

### 主要本線
文字”A"に引き続き１から始まる数字が、イタリアのアウトストラーダ網の本線を示す。ANASが管理するアウトストラーダ・カターニア-シラクーザだけは例外であり、A番号がつかない。

アウトストラーダ

| A1  | アウトストラーダ・デル・ソーレ               | (ミラノ - ナポリ)                                         |
| A1  | アウトストラーダ・デル・メディテッラーネオ   | (フィシャーノ - ヴィッラ・サン・ジョヴァンニ)             |
| A3  | A3                                           | (ナポリ - レッジョ・カラブリア)                           |
| A4  | アウトストラーダ・セレニッシマ               | (トリノ - トリエステ)                                     |
| A5  | アウトストラーダ・ヴァッレ・ダオスタ         | (トリノ - アオスタ - モンテ・ビアンコ)                    |
| A6  | ラ・ヴェルデマーレ                           | (トリノ - サヴォーナ)                                     |
| A7  | アウトストラーダ・デイ・フィオーリ           | (ミラノ - ジェノヴァ)                                     |
| A8  | アウトストラーダ・デイ・ラーギ               | (ミラノ - ヴァレーゼ)                                     |
| A9  | アウトストラーダ・デイ・ラーギ               | (ライナーテ - コモ - キアッソ)                            |
| A10 | アウトストラーダ・デイ・フィオーリ           | (ジェノヴァ - ヴェンティミーリア)                         |
| A11 | フィレンツェ＝マーレ                         | (フィレンツェ - ピサ・ノルド)                             |
| A12 | アウトストラーダ・アッズッラ                 | (ジェノヴァ - ロジニャーノ / チヴィタヴェッキア - ローマ) |
| A13 | A13                                          | (パードヴァ - ボローニャ)                                 |
| A14 | アウトストラーダ・アドリアーティカ           | (ボローニャ - ターラント)                                 |
| A15 | アウトカミオナーレ・デッラ・チーザ           | (パルマ - ラ・スペツィア)                                 |
| A16 | アウトストラーダ・デイ・ドゥエ・マーリ       | (アフラゴーラ - カノーザ)                                 |
| A18 | A18                                          | (メッシーナ - カターニア/シラクーザ - イスピカ)           |
| A19 | A19                                          | (パレルモ - カターニア)                                   |
| A20 | A20                                          | (メッシーナ - パレルモ)                                   |
| A21 | アウトストラーダ・デイ・ヴィーニ             | (トリノ - ピアチェンツァ - ブレシア)                      |
| A22 | アウトストラーダ・デル・ブレンネロ           | (ブレンネロ - モデナ)                                     |
| A23 | アウトストラーダ・アルペ＝アドリア           | (パルマノーヴァ - タルヴィージオ)                         |
| A24 | ストラーダ・デイ・パルキ                     | (ローマ - ラクイラ - テーラモ)                            |
| A25 | ストラーダ・デイ・パルキ                     | (トラーノ - ペスカーラ)                                   |
| A26 | アウトストラーダ・デイ・トラフォーリ         | (ヴォルトリ - グラヴェッローナ・トーチェ)                 |
| A27 | アウトストラーダ・ダレマーニャ               | (ヴェネツィア - ピアン・ディ・ヴェドイア)                 |
| A28 | A28                                          | (コネリアーノ - ポルトグルアーロ)                         |
| A29 | A29                                          | (パレルモ - マツァーラ・デル・ヴァッロ)                   |
| A30 | A30                                          | (カゼルタ - サレルノ)                                     |
| A31 | アウトストラーダ・デッラ・ヴァル・ダスティコ | (ロヴィーゴ - ピオヴェーネ・ロッケッテ)                   |
| A32 | アウトストラーダ・デル・フレジュス           | (トリノ - バルドネッキア)                                 |
| A33 | A33                                          | (アスティ - クーネオ)                                     |
| A34 | A34                                          | (ヴィッレッセ - ゴリツィア)                               |
| A35 | アウトストラーダ・ブレベミ                   | (ブレシア - ミラノ)                                       |
| A36 | アウトストラーダ・ペデモンターナ・ロンバルダ | (カッサーノ・マニャーゴ - レンターテ・スル・セーヴェゾ)   |
|     | アウトストラーダ カターニア＝シラクーザ      | (カターニア - アウグスタ)                                 |

### 環状線と郊外部のアウトストラーダ
文字Aに引き続き50から始まる数字が、環状線と郊外部のアウトストラーダを示す。ANASが管理するアウトストラーダ・システィアナ-ラブイエーゼだけは例外であり、A番号がつかない。
| ミラノ西部環状線                            | (サン・ジュリアーノ・ミラネーゼ - テラッツァーノ)                         |
| ミラノ東部環状線                            | (サン・ドナート・ミラネーゼ - ウズマーテ・ヴェラーテ)                     |
| ミラノ北部環状線                            | (セスト・サン・ジョヴァンニ - ロー)                                       |
| パヴィーア分岐線                            | (ベレグアルド - パヴィーア)                                               |
| パヴィーア西環状線                          | (パヴィーア 北部 - サン・マルティーノ・シッコマーリオ)                    |
| トリノ環状線                                | (ファルチェラ - リーヴォリ - トロファレッロ)                              |
| ナポリ環状線                                | (ナポリ - ポッツオーリ)                                                   |
| メストレ環状線                              | (ドーロ - クアルト・ダルティーノ)                                         |
| ミラノ東部外環状線(TEEM)                    | (アグラーテ・ブリアンツァ - チェッロ・アル・ランブロ)                     |
| コモ環状線                                  | (ヴィッラ・グアルディア - コモ東)                                         |
| ヴァレーゼ環状線                            | (ガッツァーダ・スキアンノ - ヴェダーノ・オローナ)                         |
| 大環状線                                    | (ローマ)                                                                  |
| アウトストラーダ91号線                      | (ローマ - フィウミチーノ空港)                                             |
| アウトストラーダ・システィアナ-ラブイエーゼ | (GVTの パドリチアーノ-カッティナーラ 間、及びラコティシェ-ラブイエーゼ間) |

### 分岐路, 接続路
その他に、分岐路、接続路が存在する。文字Aに引き続き、分岐元の道路と同じ番号（時にはdir, racc, varというサフィックス付き)もしくは接続する二つの道路の数字の組み合わせ、により特定される。
| A1           | A1-A51接続路 (1.7km)                                   | (A1 - A51)                                                    |
| A1           | ミラノ-コルヴェット広場接続路 (2.4km)                  | (A1 - コルヴェット広場)                                       |
| A1dir        | サッソ・マルコーニ-SS 64 接続路 (2.7km)                | (A1 - SS 64)                                                  |
| A1var        | ヴァリコの分岐路 (32km)                                | (A1 ラ・クエルチア - A1 アグリオ)                             |
| A1dir        | ローマ北分岐路 (23km)                                  | (A1 - GRA)                                                    |
| A1dir        | ローマ南分岐路 (20km)                                  | (A1 - GRA)                                                    |
| A1           | カポディッキーノ分岐路 (3km)                           | (A1 - ナポリ・カポディキーノ国際空港 - A56)                   |
|              | ナポリ分岐路 (2.3km)                                   | (A3 - A2)                                                     |
|              | レッジオ・カラブリア分岐路 (9km)                       | (A2 - RA4)                                                    |
| A4           | キヴァッソ東接続路 (5km)                               | (A4 - ヴェロレンゴ)                                           |
| A4/A5        | イヴレーア-サンティア接続路 (23.6km)                   | (A4 - A5)                                                     |
| A4           | ラティザーナ接続路 (1.5km)                             | (A4 - SS14)                                                   |
| A5           | アオスタ-グラン・サン・ベルナルド接続路 (7.9km)        | (A5 - SS 27)                                                  |
| A6           | フォッサーノ接続路 (6.6km)                             | (A6 - フォッサーノ)                                           |
| A8/A26       | A8/A26 ガッララーテ-ガッティコ分岐路 (23.2km)          | (A8 - A26)                                                    |
| A11/A12      | ルッカ-ヴィアレッジョ分岐路 (20km)                     | (A11 - A12)                                                   |
| A12          | ピサ高速道路接続路 (2.8km)                             | (A12 - ピサ)                                                  |
| A12          | リヴォルノ方面分岐路 (4.5km)                           | (A12 - リヴォルノ)                                            |
| A13          | パドヴァ南分岐路 (4.3km)                               | (A13 - パドヴァ)                                              |
| A13          | フェラーラ方面分岐路 (6.3km)                           | (A13 - フェラーラ - RA 8)                                     |
| A14          | カザレッチョ分岐路 (5.5km)                             | (A14 - A1)                                                    |
| A14dir       | ラヴェンナ方面分岐路 (29.8km)                          | (A14 - ラヴェンナ)                                            |
| A14          | バーリ環状線方面接続路 (4.6km)                         | (A14 - バーリ環状線)                                          |
| A15          | サント・ステーファノ・ディ・マグラ方面分岐路 (1.0km)   | (サント・ステーファノ・ディ・マグラ - A15 - ラ・スペツィア)   |
| A15          | ラ・スペツィア-レーリチ接続路 (3.7km)                  | (レーリチ - A15 - ラ・スペツィア)                             |
| A18 dir      | カターニア分岐路 (3.7km)                               | (A18 - カターニア)                                            |
| A19 dir      | ジャファー通り方面分岐路 (5.2km)                       | (A19 - パレルモ環状道路)                                      |
| A21 dir      | フィオレンツオーラ・ダルダ分岐路 (12.3km)              | (A1 - A21)                                                    |
| A21 racc     | オスピタレット-モンティキアーリ高速道路接続路 (17.3km) | (アッツァーノ・メッラ - A21 - ブレシア＝モンティキアーリ空港) |
| A23          | ウーディネ南接続路 (2.7km)                             | (A23 - ウーディネ南環状路)                                    |
| A4/A26       | ストロッピアーナ-サンティア分岐路 (29.7km)             | (A4 - A26)                                                    |
| A26/A7       | プレドーザ-ベットーレ分岐路 (17km)                     | (A7 - A26)                                                    |
| A29 dir      | アルカモ-トラーパニ分岐路 (36.9km)                     | (A29 - トラーパニ)                                            |
| A29 dir A    | ビルジ方面分岐路 (13.1km)                              | (A29dir - トラーパニ・ビルジ空港)                             |
| A29 racc     | ファルコーネ・ボルセリーノ空港接続路 (4km)             | (A29 - ファルコーネ・ボルセリーノ国際空港)                    |
| A29 racc bis | パレルモ接続路 (5.6km)                                 | (A29 - パレルモ環状道路)                                      |
| A32          | ウルクス環状線 (2.3km)                                 | (A32 - ウルクス)                                              |
| A55          | ファルケラ接続路 (3.13km)                              | (A55 - A4 - SR 11)                                            |
| A55          | ピネローロ方面分岐路 (23.44km)                         | (A55 - ピネローロ)                                            |
| A55          | モンカリエーリ方面分岐路 (6.18km)                      | (A6 - モンカリエーリ)                                         |
| A57          | 空港接続路 (6.73km)                                    | (A57 - ヴェネツィア・テッセラ空港)                            |
| T2           | グラン・サン・ベルナルド・トンネル接続路 (9.3km)       | (SS27 - T2)                                                   |

## 建設中のアウトストラーダ
| ・ | Ti.Bre (Tirreno-Brennero) | (ノガローレ・ロッカ - パルマ) |

## 計画中のアウトストラーダ
| ・ | della Val Trompia          | (ブレシア - ルメッツァーネ)                       |
| ・ | Autostrada Cremona-Mantova | (クレモーナ - マントヴァ)                         |
| ・ | Nuova Romea                | (ヴェネツィア - ラヴェンナ)                       |
| ・ | A12                        | (ロジニャーノ・マリッティモ - チヴィタヴェッキア) |
| ・ | -                          | (ブローニ - モルターラ - ストロッピアーナ)        |

## 使用されなくなった番号
| ・  | A2  | (ローマ - ナポリ)             |
| A16 | A16 | (ローマ - チヴィタヴェッキア) |
| ・  | A17 | (ナポリ - バーリ)             |
| A18 | A18 | (イヴレーア - サンティア)     |